# ハレンチ (岡村靖幸の曲)
「ハレンチ」は、岡村靖幸の19枚目のシングル。1996年12月1日にEpic/Sony Recordsから発売。

## 概要
「チャーム ポイント」「Peach X'mas」から1年振りのシングルは8センチCD最後の発売となった。発売日は岡村のメジャー・デビュー丸10周年当日であった。

## 収録曲
全曲　作詞・作曲・編曲：岡村靖幸
1. ハレンチ
2. やましいたましい

## 収録アルバム
| 曲名             | 収録アルバム         | 備考                                |
| ---------------- | -------------------- | ----------------------------------- |
| ハレンチ         | 『OH! ベスト』       | 「Thank you Takabashi-MIX」にて収録 |
| ハレンチ         | 『岡村ちゃん大百科』 |                                     |
| やましいたましい | 『岡村ちゃん大百科』 |                                     |